# Movimento per la Democrazia in Algeria
Il Movimento per la Democrazia in Algeria (in francese: Mouvement pour la démocratie en Algérie) è un partito politico algerino, di ispirazione islamista moderata, fondato nel 1982 da Ahmed Ben Bella e legalizzato nel 1990.
Si presentò alle elezioni parlamentari del 1991, in cui ottenne il 2% dei voti senza conseguire alcun seggio.